# Trogoderma silvicolum
Trogoderma silvicolum is een keversoort uit de familie spektorren (Dermestidae). De wetenschappelijke naam van de soort werd in 1949 gepubliceerd door Armstrong.